# Demonax amandus
Demonax amandus là một loài bọ cánh cứng trong họ Cerambycidae.